# Stanley (Schiff, 1919)
HMS Stanley (I73) war ein Zerstörer der britischen Town-Klasse, der im Oktober 1940 von der Royal Navy im Rahmen des Zerstörer-für-Stützpunkte-Abkommens von der US-Navy übernommen wurde. Der 1919 für die United States Navy als USS McCalla (DD 253) fertiggestellte Zerstörer wurde am 19. Dezember 1941 etwa 330 Meilen westlich der portugiesischen Küste von U 574 torpediert und sank innerhalb von wenigen Minuten. Von 161 Mann an Bord konnten nur 25 gerettet werden.

## Geschichte des Zerstörers
Der im Mai 1919 in den USA fertiggestellte Zerstörer USS McCalla wurde bis zu seinem Untergang im Dezember 1941 von der US-Navy und der Royal Navy eingesetzt.

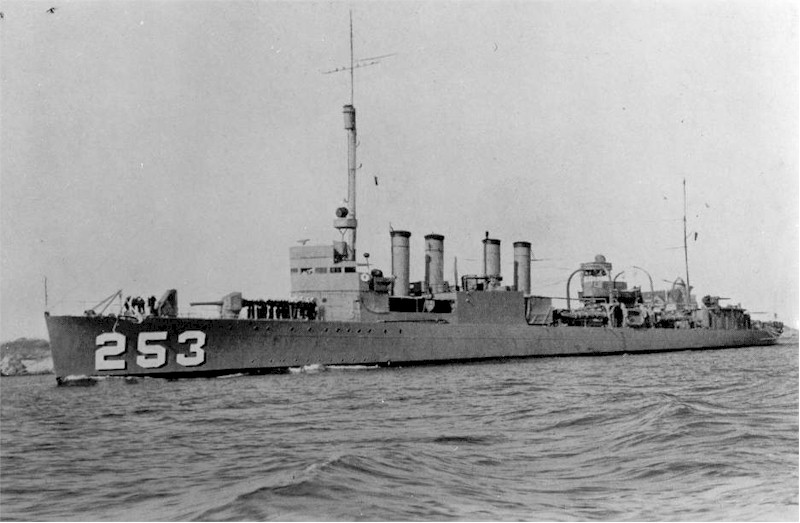
USS McCalla (DD-253)

### USS McCalla (DD 253)
Der Zerstörer war das erste Schiff der US Navy, das nach dem Konteradmiral Bomann H. McCalla (1844–1910) benannt wurde, der sich 1885 in Panama, 1898 vor Kuba und 1900 als Leiter der Vorhut des internationalen Expeditionskorps unter Admiral Seymor ausgezeichnet hatte. Die Kiellegung des Zerstörers der Clemson-Klasse erfolgte am 25. September 1918, der Stapellauf am 18. Februar 1919 auf der Fore River Werft der Bethlehem Shipbuilding Corporation. Getauft wurde der Zerstörer von der Tochter des Namensgebers. Am 19. Mai 1920 wurde der Zerstörer von der US Navy übernommen. Nach nur sieben Monaten im aktiven Dienst in der Flotte kam der Zerstörer zur Reserve und wurde dann am 20. Juli 1922 im Norfolk Navy Yard außer Dienst gestellt.
Erst über 17 Jahre später wurde am 18. Dezember 1939 der inzwischen veraltete Zerstörer wegen des Kriegsausbruchs in Europa wieder in Dienst gestellt. Wegen des dringenden Bedarfs an Geleitfahrzeugen begannen Verhandlungen zwischen Großbritannien und den USA zur Überlassung derartiger Fahrzeuge, die im Destroyers for Bases Agreement (deutsch: „Zerstörer-für-Stützpunkte-Abkommen“) vom 2. September 1940 ihren Abschluss fanden.

Ab Anfang September übergab die US Navy in Halifax (Nova Scotia) 50 Zerstörer des US-amerikanischen Glattdecktyps der Caldwell-Klasse (Cl, 3 RN), der Wickes-Klasse (W, 27 RN/RCN) sowie der Clemson-Klasse (CL, 20 RN/RCN) an die Royal Navy bzw. die Royal Canadian Navy. Die US Navy erhielt Stützpunkte auf den Bahamas, auf Jamaika, Santa Lucia, Trinidad, den Bermudas, in Britisch-Guyana und Argentia auf Neufundland.

### HMS Stanley (I73)
Am 23. Oktober 1940 stellte die Royal Navy den ehemaligen US-Zerstörer in Halifax (Nova Scotia) als zweite HMS Stanley (I73) für die neu zu bildende 4th „Town“ Flotilla in Dienst. Bei der geplanten Überführung über den Atlantik ins Vereinigte Königreich gab es schon frühzeitig Probleme, so dass der Zerstörer nach St. John’s zurücklief, um an der Maschine Reparaturen durchführen zu lassen. Dabei geleitete die Stanley 15 Transporter zurück nach Kanada, deren Konvoi von der Admiral Scheer angegriffen worden war. Sie traf auf diese Schiffe etwa 60 Meilen in See und geleitete sie nach Trinity Harbour. Nach weiteren Reparaturen für eine sichere Atlantikquerung verließ die Stanley am 14. Dezember 1940 Kanada und traf am 2. Januar 1941 schließlich in Plymouth ein, wo auf der Marinewerft in Devonport der Umbau des Schiffes zu einem Langstrecken-Geleitschiff begann.

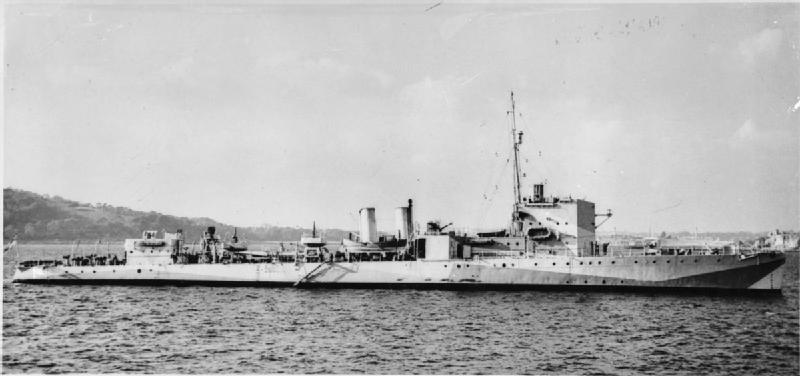
Das Schwesterboot Clare nach ähnlichem Umbau

Der Umbau erfolgte ähnlich den Kriegs-Umbauten der V- und W-Klasse zu Long Range Escorts. Die beiden vorderen Kessel und ihre Schornsteine wurden entfernt und durch zusätzliche Treibstofftanks und weitere Besatzungsräume ersetzt. Auch wurde der Brückenaufbau denen britischer Geleitzerstörer angepasst. Der Umbau erweiterte die Reichweite des Schiffes; die Höchstgeschwindigkeit des Umbaus reduzierte sich jedoch auf 25 Knoten. Von ihrer ursprünglichen Bewaffnung behielt die Stanley nur noch das 4-Zoll-Geschütz auf dem Vorschiff und einen jetzt mittig aufgestellten Dreifach-Torpedorohrsatz. Die Entfernung und die Umstellungen der anfangs vorhandenen Waffen erlaubte die Mitnahme einer größeren Menge Wasserbomben und den Einbau eines Hedgehog-Werfers. Die Flug-Abwehrbewaffnung bestand jetzt hauptsächlich aus den gleichen Waffen wie bei britischen Schiffen. Auf der hinteren Geschützposition stand jetzt ein britisches QF 3-inch-20 cwt-Fla-Geschütz, dazu führte die Stanley zwei einzelne 40-mm-„pompom“-Flak und drei schwere Browning-Maschinengewehre.
Der im August 1941 abgeschlossene Umbau erlaubte den Einsatz des Schiffes über längere Strecken. Nach ersten Kurzeinsätzen im Bereich der westlichen Zufahrten zu den britischen Inseln wurde der alte Zerstörer zur Sicherung des Konvois WS12 herangezogen. Zusammen mit dem Hunt-II-Geleitzerstörer Blankney stieß die Stanley am 1. Oktober 1940 zum Konvoi, der Truppen und Ausrüstung für Commonwealth-Truppen in den Mittleren Osten nach Sierra Leone und um das Kap der Guten Hoffnung nach Ägypten und Indien transportieren sollte. Dessen Sicherung bestand aus den Schwesterschiffen Bradford, Brighton, Lancaster, Newark der Town-Klasse sowie dem Geleitzerstörer Badsworth, die am 3. beidrehten; dem Flugabwehrkreuzer Cairo mit den Zerstörern Verity, Whitehall und Witch die am 4. den Konvoy verließen, sowie dem als Flugzeugtransporter eingesetzten alten Träger Argus und dem Zerstörer Sikh, die den Konvoi am 5. verließen, um nach Gibraltar zu gehen. Stanley und Blankney, die noch ein Probefahrt-Programm absolvierten, begleiteten den Konvoi noch bis zur Position 35°36'N/ 26°31'W, um dann den Rückmarsch anzutreten.

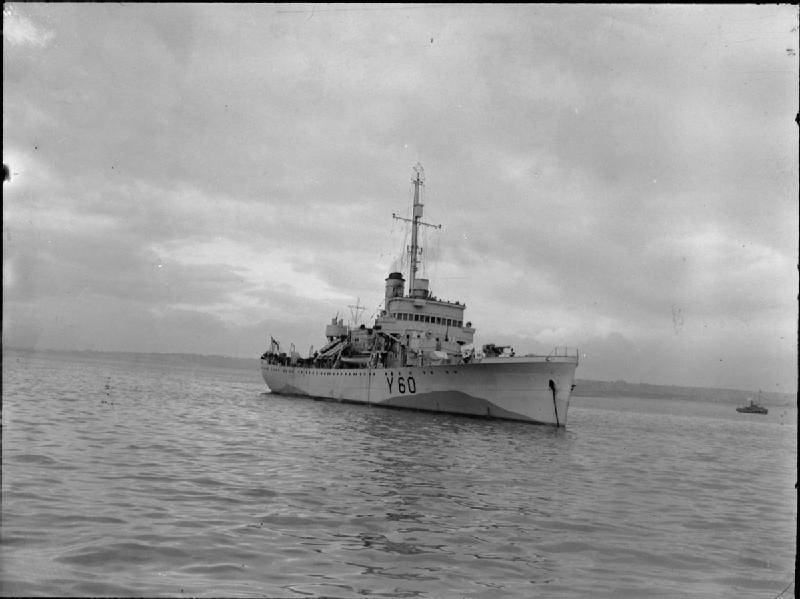
HMS Lulworth ex USGGC Chelan

WS 12 lief dann allein im Schutz des Schweren Kreuzers Devonshire weiter in Richtung Freetown. Die Stanley übernahm nach ihrer Rückkehr nach Liverpool die Führung der 40th Escort Group mit den vormaligen US Coast Guard Cuttern Culver, Gorleston, Languard, Lulworth und der älteren Sloop Bideford.
Der erste Einsatz erfolgte zur Sicherung des Konvois OS 10 von 34 Transportern nach Freetown zusammen mit Gorleston, Lulworth und der Korvette Verbena. Der Konvoi wurde am 31. erstmals von U 96 angegriffen, das den niederländischen Dampfer Bennekom (5.998 BRT, gebaut 1919 als Gera für die DADG) 560 Meilen westlich von Fastnet versenken konnte. 45 Mann der 54-köpfigen Besatzung konnten von Culver und Lulworth gerettet werden. Ein zweiter Angriff des U-Boots am folgenden Tag konnte abgewehrt werden; den anderen Booten der Gruppe Störtebecker gelang es nicht, zum Konvoi aufzuschließen.
Die 40th EG übernahm dann ab dem 19. November 1941 die Sicherung von SL 93 (33 Handelsschiffe) zurück nach Großbritannien, den anfangs 14 Schiffe der Navy sicherten. Schon am 23. verließen der Zerstörer Brilliant und fünf Korvetten das Geleit, am 24. dann auch die Stanley, während die ex CG-Cutter ihrer Gruppe bis nach Großbritannien beim Geleit verblieben. Die Stanley soll sich dann am 30. November zusammen mit zwei Korvetten und zwei älteren Zerstörern dem nachfolgenden Geleit SL 94 angeschlossen haben, die schon am 2. Dezember von der 41th Escort Group mit den Sloops Ibis und Enchantress, den ehemaligen CG-Cuttern Hartland und Walney sowie dem auch zum Long-Range-Escort umgebauten Town-Zerstörer Clare abgelöst wurde. Die Stanley verließ diesen Konvoi am 5. Dezember, um sich in Gibraltar der Sicherung des Konvois HG 76 anzuschließen.

### Das Ende derStanley
Der Konvoi HG 76 bestand aus 32 Schiffen, die von Gibraltar ins Vereinigte Königreich zurückgeführt werden sollten. Etliche Schiffe liefen in Ballast. Gesichert wurde der Konvoi von der 36th Escort Group unter Commander F. J. „Johnnie“ Walker mit den Sloops Stork und Deptford sowie sieben Korvetten der Flower-Klasse: Convolvulus, Gardenia, Marigold, Pentstemon, Rhodedendron, Samphire und Vetch. Dazu kam noch der neue Geleitträger Audacity (ex deutsches Kombischiff Hannover) mit acht Martlet-II-Jagdbombern der 802. FAA-Squadron, begleitet und gesichert durch die Escorts Blankney und Exmoor sowie die Stanley. Zusätzlich sicherten die Sloops Fowey und Black Swan sowie die Korvetten Carnation und La Malouine die Auslaufphase des Konvoi, um dann dem aus Sierra Leone folgenden Konvoi als Sicherung entgegenzulaufen.

Der Konvoi HG 76 verließ Gibraltar am 14. Dezember 1941; am 17. entdeckten Flugzeuge der Audacity erstmals ein U-Boot, als der Konvoi sich nordöstlich von Madeira befand. Stanley, Exmoor, Blankney und die Korvette Pentstemon sowie Flugzeuge der Audacity griffen das U-Boot mit Wasserbomben an. U 131 vom Typ IX C wurde zum Auftauchen gezwungen und von der Besatzung auf 34° 12′ N, 13° 35′ W selbst versenkt. Die 55 Mann des U-Bootes wurden von den britischen Schiffen als Kriegsgefangene an Bord genommen.

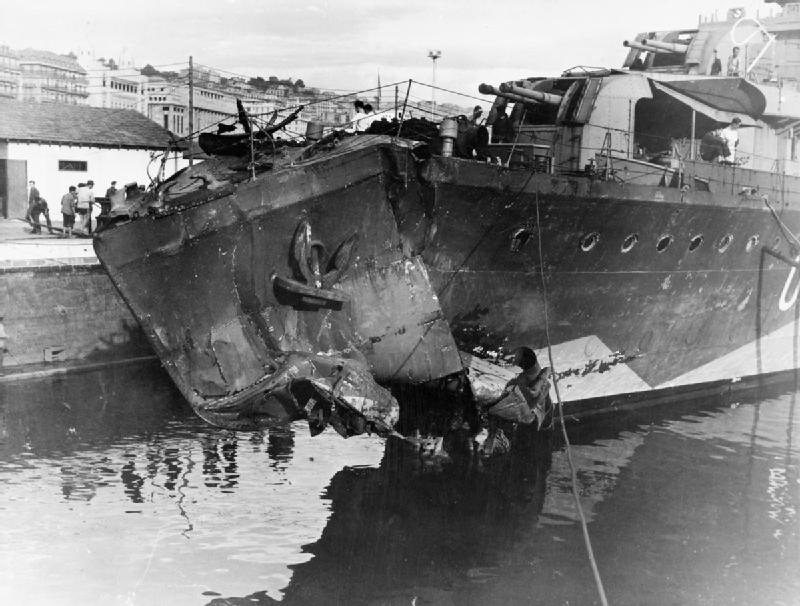
Der Bugschaden der Stork

Am folgenden Tag erzielten Stanley und Blankney noch einen weiteren Erfolg, als sie U 434 vom Typ VII C auf der Position 36° 15′ N, 15° 48′ W versenkten und noch 42 Mann aus dem Wasser retten konnten.
Am frühen Morgen des 19. Dezember 1941 erkannte und meldete die Stanley, die am Ende des Konvois lief, hinter sich ein U-Boot. Schon kurz nach dem Absetzen dieser Meldung wurde die Stanley von einem Torpedo getroffen und sank schnell auf der Position 38° 12′ N, 17° 23′ W. Das angreifende U-Boot U 574 vom Typ VIIC wurde sofort von der Sloop Stork unter Commodore Walker angegriffen, die eine Position hinter der Stanley eingenommen hatte. Der Wasserbomben-Teppich der Stork zwang das U-Boot an die Oberfläche kurz vor der Sloop, ein Ausweichmanöver gelang nicht und die Stork überlief das U-Boot und warf weitere Wasserbomben, so dass der Angreifer schon etwa 12 Minuten nach der Stanley ebenfalls versenkt war. Die erheblich beschädigte Stork konnte noch 20 Mann von U 574 und 25 Mann der gesunkenen Stanley retten.
Etliche der Geretteten kamen später ums Leben, als die stark beschädigte Stork während der weiteren Kämpfe um den Konvoi mit der Deptford, die ein U-Boot jagte und vernichtete, kollidierte.

## Weitere Umbauten zu Geleitschiffen
Nur zwei weitere Zerstörer der Clemson-Untergruppe der Town-Klasse wurden für den Dienst in der Royal Navy ähnlich total umgebaut wie die HMS Stanley ex USS McCalla:

HMS Bradford (H 72) (Type A – Belmont-Klasse) gebaut bei Bethlehem Steel in Quincy, die am 22. September 1918 als USS McLanahan vom Stapel gelaufen war und am 5. September 1919 in Dienst gestellt wurde. 1939 in der Reserve kam der Zerstörer wegen des Kriegsausbruchs in Europa wieder in Dient und wurde 1940 an die Royal Navy abgegeben.

HMS Clare (I14) ex USS Abel P. Upshur (Type A – Burbham-Klasse) gebaut bei Newport News SB Company, die am 14. Februar 1920 vom Stapel gelaufen war und am 20. Mai 1920 in Dienst gestellt wurde. 1939 in der Reserve kam der Zerstörer wegen des Kriegsausbruchs in Europa wieder in Dient und wurde 1940 an die Royal Navy abgegeben.
| Name                   | Geleitboot     | Battle Honours                                            | Endschicksal |
| ---------------------- | -------------- | --------------------------------------------------------- | --- |
| HMS Stanley (I73)      | August 1941    | Atlantic 1941,                                            | am 19. Dezember 1941 durch U 574 versenkt                                                                                                 |
| HMS Bradford (H72)     | September 1941 | Atlantic 1941–43, North Africa 1942, English Channel 1943 | . . . . . . . Mai 1943 ausgesondert, als Wohnschiff genutzt, 19. Juni 1946 zum Abbruch verkauft.                                          |
| HMS Clare (I14)        | Oktober 1941   | Atlantic 1941–43, North Africa 1942–43, Sicily 1943       | Mai 1944 bis August 1945 als Zielschiff genutzt, März 1947 Abbruch.                                                                       |
| HMCS Annapolis (I04)   | Februar 1941   |                                                           | April 1944 Schulschiff, 4. Juni 1945 gestrichen, zum Abbruch nach Boston                                                                  |
| HMCS Columbia (I49)    | ??             | Atlantic 1940–43                                          | . . . . . . . 25. Februar 1944 Grundberührung, Nutzung als Lager, Herbst 1945 Abbruch                                                     |
| HMCS St. Francis (I93) | Oktober 1941   | Atlantic 1941–43                                          | . . . . . . . . . . . . . . Februar 1944 Schulschiff, 14. Juni 1945 im Schlepp zum Abbruch, nach Kollision gesunken, kann betaucht werden |

In Kanada verloren HMCS St. Francis der Clemson-Klasse sowie die HMCS Annapolis und HMCS Columbia der Wickes-Klasse einen Kessel und den zugehörigen Schornstein. Die erreichbare Höchstgeschwindigkeit lag dann bei etwa 30 kn. Die Gründe für die Umrüstung waren allerdings unterschiedlich:

HMCS Annapolis (I04) wurde zuerst umgerüstet, da sie Ende Oktober 1940 einen Kesselschaden hatte und man darauf den defekten hinteren Kessel und den zugehörigen Schornstein entfernte. Wegen der Zugehörigkeit zur Wickes-Klasse mit ihrer geringeren Reichweite wurde der Zerstörer nur im kanadischen Küstenbereich eingesetzt und kam nie über den Atlantik. Ab April 1944, wurde der Zerstörer nur noch zu Ausbildungszwecken eingesetzt und dann in Halifax am 4. Juni 1945 außer Dienst gestellt. Ende des Monats wurde der Zerstörer nach Boston geschleppt, um dort abgebrochen zu werden.
HMCS Columbia (I49) ex USS Haraden wurde nach 17 Jahren in der Materialreserve der USN am 24. September 1940 in Halifax den Briten übergeben; der Zerstörer wurde von der RCN als Columbia in Dienst gestellt; zur Anpassung wurde der Zerstörer umgerüstet – allerdings in einem geringeren Umfang als die HMS Stanley. Der Zerstörer verlor nur einen Kessel mit dem zugehörigen Schornstein, erhielt aber eine größere Tankeinrichtung, so dass ein Einsatz auf der gesamten Konvoistrecke auf dem Nordatlantik möglich blieb. Anfang Januar 1943 fand die Columbia die nach dem Verlust beider Schrauben hilflos im Atlantik treibende HMS Caldwell und konnte sie über 370 Meilen nach Halifax einschleppen. Der Zerstörer verblieb dann meist auf der kanadischen Seite des Atlantiks. Am 25. Februar 1944 rammte der Zerstörer durch fehlerhafte Navigation (Nebel und fehlerhafte Radaranzeigen) einen Unterwasserfelsen in der Motion Bay von Neufundland. Nur der Rumpf des beschädigten Schiffs wurde im Mai 1944 abgedichtet und dann ab September als Treibstoff- und Munitionslager für in Liverpool (Neuschottland) in Reparatur befindliche Geleiteinheiten genutzt. Am 12. Juni 1945 wurde der alte Zerstörer endgültig außer Dienst gestellt und im August zum Abbruch verkauft.
Bewaffnet war die Columbia wie auch die beiden anderen umgebauten kanadischen Zerstörer als Geleitschiff zuletzt nur noch mit einem amerikanischen 102-mm-L/50-Mk-9-Geschütz, einer britischen 76-mm-L/45-20cwt-Flak, zwei einzelnen 20-mm-Oerlikon-Kanonen, drei 12,7-mm-Maschinengewehren, einem Drillingssatz 533-mm-Torpedorohren, einem 24-rohrigen Hedgehog-Werfer, 60 Wasserbomben mit vier Werfern und zwei Abwurfschienen. Dazu war das Schiff mit Radar und Sonar ausgerüstet.
HMCS St. Francis (I93) ex USS Bancroft war auch nur von der Fertigstellung 1919 bis 1922 und ab Ende 1939 im aktiven Dienst der USN gewesen. Nach kurzer Einsatzzeit nach der Übernahme durch die RCN Ende 1940 erfolgten erste Einsätze zur Sicherung der Schiffe des Konvois HX 84, den das deutsche Panzerschiff Admiral Scheer angegriffen hatte. Der Zerstörer wurde zwischen Juli und Oktober 1941 in Großbritannien zum Long Range Escort umgebaut. Dabei wurde ein Kessel und der zugehörige Schornstein entfernt und die Treibstoffkapazität erhöht. Dazu erfolgte die Umrüstung der Bewaffnung. Von 1941 bis 1943 war das Schiff dann auf dem Nordatlantik zur Sicherung einer Vielzahl von Geleiten im Einsatz. Im November 1943 war das Schiff weitgehend verbraucht. Die notwendigsten Reparaturen wurden in Shelburne, N.S. Ab Februar 1944 wurde die St. Francis als Schulschiff genutzt und dann am 11. Juni 1945 außer Dienst gestellt. Im Juli wurde der alte Zerstörer von der Peter Norman nach Baltimore geschleppt, wo der Abbruch erfolgen sollte. Nach dem Passieren des Cape Cod Canal gerieten die Schiffe in schweren Nebel und vor der Buzzards Bay kollidierte der alte Zerstörer mit dem entgegenkommenden Kohlendampfer Windward Gulf. Versuche der Peter Norman, den Zerstörer noch in flachere Wasser zu ziehen, scheiterten, da der Zerstörer zu schnell große Mengen Wasser übernahm und sehr schnell auf 60 Fuß Tiefe sank, wobei niemand zu Tode kam. Das Schiff sank am 14. Juni 1945 etwa zwei Meilen vor Acoaxet auf der Position 41° 28′ N, 71° 6′ W.